# Giacomo Molinari
Pour les articles homonymes, voir Molinari.
Giacomo Molinari (en arabe : موليناري جياكومو) également connu sous le nom de Giacomo Ahmed Molinari, est un architecte et astronome italien né le 28 août 1814 à Cavagnanodans la province de Verceil en Italie. Il est connu pour ses contributions à la reconstruction de Laghouat, en Algérie, après sa conquête par l'armée française. Son histoire est marquée par son adoption de l'islam et son influence sur l'architecture algérienne. 

## Biographie

### Origine
Giacomo Molinari est le fils de Giovanni Molinari, un grand armateur, et de Maria Giuseppa Bianchi, issue de la noblesse toscane. Sa mère, Eileen Mac Allan, est la fille d'un grand armateur irlandais de Dublin.

### Conquête d'Algérie et travaux à Laghouat
Molinari arrive à Laghouat en 1855 à l'âge de 39 ans, trois ans après la prise de la ville par l'armée française. Molinari se fait surnommer Mouninar par les Laghouatis autochtones. Il fait partie d'un groupe d'architectes et de maçons italiens venus reconstruire la ville. Parmi ses réalisations figurent le Fort Bouscaren, la caserne Bessières, l'église Saint-Hilarion et la Mosquée Essaffah,. Il a également construit les vieilles mosquées de Djelfa et d'Aflou, ainsi que plusieurs œuvres à Alger et à Miliana.

### Conversion à l'Islam
Après la fin des travaux à Laghouat, Molinari est séduit par l'islam et décide de rester en Algérie pour y finir sa vie. En 1855, il se marie avec une algérienne berbère de la tribu de Sidi Bouzid, avec qui il a eu quatre enfants. Il adopte le prénom Ahmed, mais la date exacte de sa conversion reste incertaine. Il réussit à cacher sa conversion de son entourage européen, et aucun document ne la mentionne officiellement.

### Décès et héritage
La dernière trace de sa vie est son testament rédigé le 28 juillet 1908, et déposé en l'étude du notaire français Paul Carel. Le testament se termine ainsi :
« Je ne possède rien.
J’avais un jardin que j’ai vendu aujourd’hui même, moyennant le prix de douze cents francs,
somme qui m’a servi à payer une dette de pareille somme, que je devais à M. Isaac ben Lalou ».
5. « Je désire être inhumé, après ma mort, dans le cimetière musulman de Sidi-Yanès ».